# Cantharellus insignis
Cantharellus insignis är en svampart som först beskrevs av Mordecai Cubitt Cooke, och fick sitt nu gällande namn av Corner 1966. Cantharellus insignis ingår i släktet Cantharellus och familjen kantareller.   Inga underarter finns listade i Catalogue of Life.